# Leichtathletik-Europameisterschaften 1998/Diskuswurf der Frauen

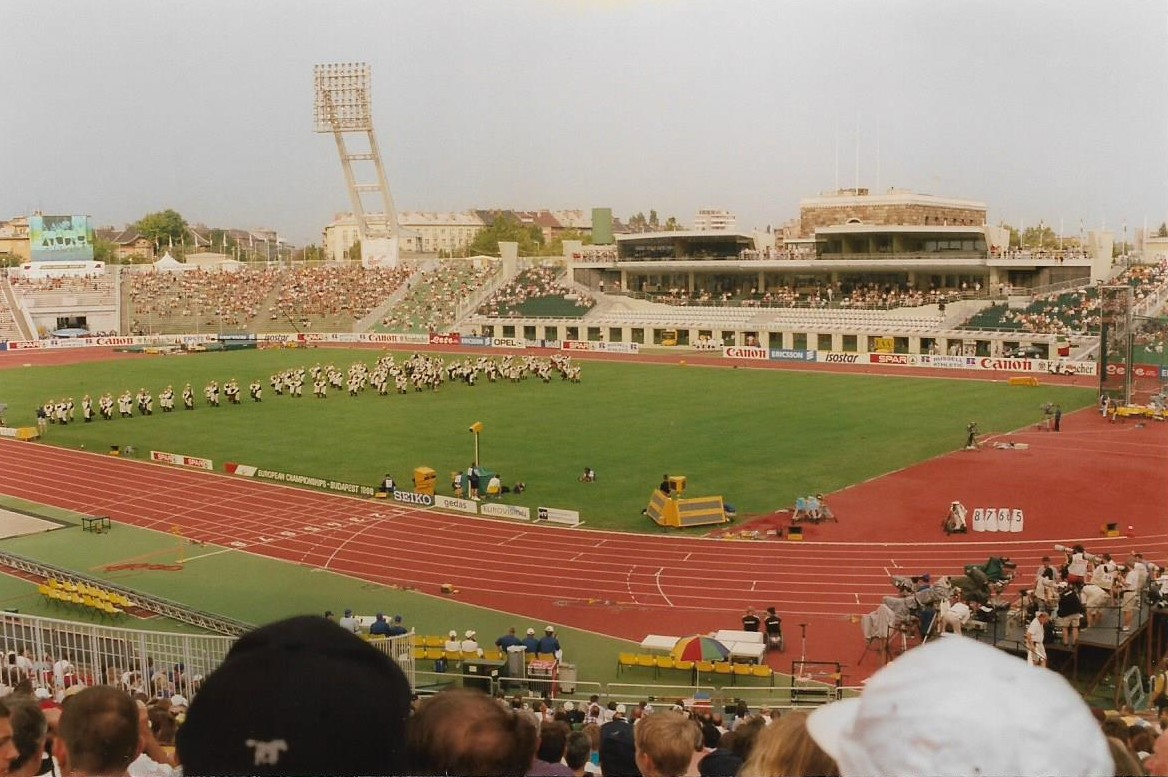
Das Népstadion von Budapest im Jahr 1998

Der Diskuswurf der Frauen bei den Leichtathletik-Europameisterschaften 1998 wurde am 19. und 21. August 1998 im Népstadion der ungarischen Hauptstadt Budapest ausgetragen.
Europameisterin wurde die deutsche Werferin Franka Dietzsch. Silber ging an die russische Olympiazweite von 1996 und Vizeweltmeisterin von 1997 Natalja Sadowa. Die Rumänin Nicoleta Grasu kam auf den dritten Platz.

## Bestehende Rekorde
| Weltrekord           | 76,80 m | Gabriele Reinsch | Neubrandenburg, DDR (heute Deutschland) | 9. Juli 1988    |
| Europarekord         | 76,80 m | Gabriele Reinsch | Neubrandenburg, DDR (heute Deutschland) | 9. Juli 1988    |
| Meisterschaftsrekord | 71,36 m | Diana Sachse     | EM Stuttgart, BR Deutschland            | 28. August 1986 |

Der bestehende EM-Rekord wurde bei diesen Europameisterschaften nicht erreicht. Die größte Weite erzielte die deutsche Europameisterin Franka Dietzsch im Finale mit 67,49 m, womit sie 3,87 m unter dem Rekord blieb. Zum Welt- und Europarekord fehlten ihr 9,31 m.

## Qualifikation
19. August 1998
29 Wettbewerberinnen traten in zwei Gruppen zur Qualifikationsrunde an. Drei von ihnen (hellblau unterlegt) übertrafen die Qualifikationsweite für den direkten Finaleinzug von 64,00 m. Damit war die Mindestzahl von zwölf Finalteilnehmerinnen nicht erreicht. Das Finalfeld wurde mit den neun nächstplatzierten Sportlerinnen (hellgrün unterlegt) auf zwölf Werferinnen aufgefüllt. So mussten schließlich 61,46 m für die Finalteilnahme erbracht werden.

### Gruppe A

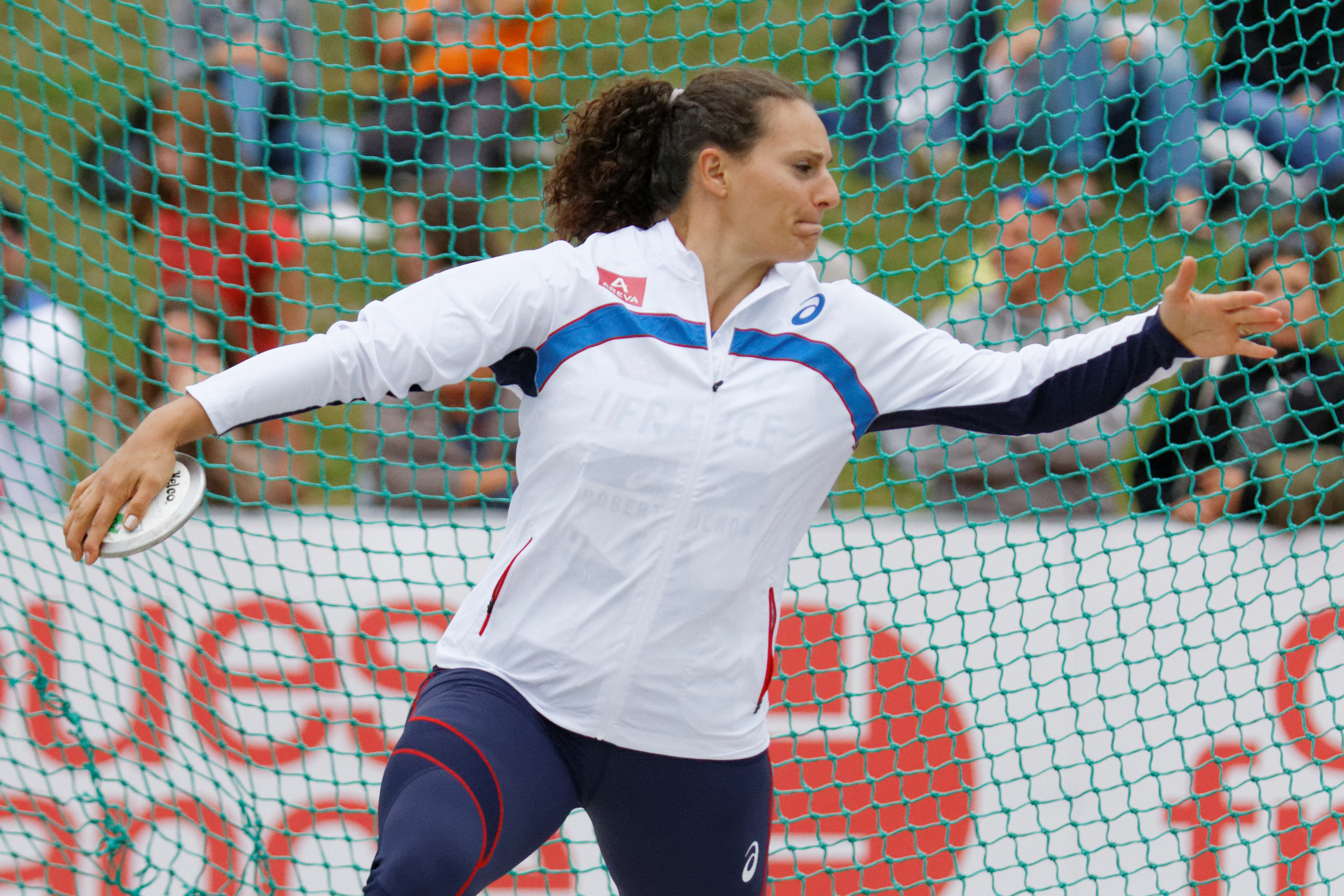
Mélina Robert-Michon hatte mit 47,88 m keine Chance auf den Finaleinzug

| Platz | Name                    | Nation         | Weite (m) |
| ----- | ----------------------- | -------------- | --------- |
| 1     | Elina Swerawa           | Belarus        | 66,55     |
| 2     | Nicoleta Grasu          | Rumänien       | 64,25     |
| 3     | Ilke Wyludda            | Deutschland    | 62,97     |
| 4     | Iryna Jattschanka       | Belarus        | 61,55     |
| 5     | Anastasia Kelesidou     | Griechenland   | 61,55     |
| 6     | Stylianí Tsikoúna       | Griechenland   | 61,46     |
| 7     | Walentina Ivanowa       | Russland       | 59,67     |
| 8     | Anna Söderberg          | Schweden       | 59,57     |
| 9     | Jacqueline Goormachtigh | Niederlande    | 59,52     |
| 10    | Eha Rünne               | Estland        | 58,28     |
| 11    | Katarzyna Żakowicz      | Polen          | 56,99     |
| 12    | Agnese Maffeis          | Italien        | 55,08     |
| 13    | Daniela Curovic         | BR Jugoslawien | 54,57     |
| 14    | Oksana Mert             | Russland       | 53,77     |
| 15    | Mélina Robert-Michon    | Frankreich     | 47,88     |

### Gruppe B
| Platz | Name                | Nation         | Weite (m) |
| ----- | ------------------- | -------------- | --------- |
| 1     | Franka Dietzsch     | Deutschland    | 65,61     |
| 2     | Natalja Sadowa      | Russland       | 62,94     |
| 3     | Anja Möllenbeck     | Deutschland    | 62,48     |
| 4     | Ekaterini Vongoli   | Griechenland   | 62,33     |
| 5     | Olena Antonowa      | Ukraine        | 62,17     |
| 6     | Teresa Machado      | Portugal       | 61,70     |
| 7     | Marzena Zbrojewska  | Polen          | 60,70     |
| 8     | Manuela Tîrneci     | Rumänien       | 59,42     |
| 9     | Zdeňka Šilhavá      | Tschechien     | 58,39     |
| 10    | Tiina Kankaanpää    | Finnland       | 58,22     |
| 11    | Lyudmila Filimonova | Belarus        | 57,41     |
| 12    | Renata Gustaitytė   | Litauen        | 55,37     |
| 13    | Shelley Drew        | Großbritannien | 53,12     |
| 14    | Hüsniye Keskin      | Türkei         | 51,55     |

## Legende
| x | ungültig |

## Finale

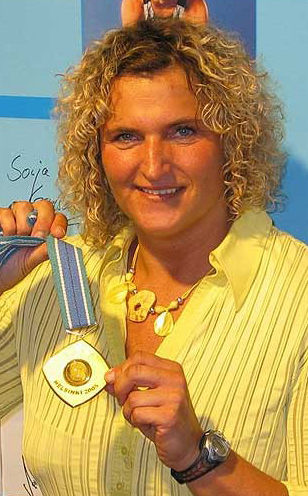
Europameisterin Franka Dietzsch

21. August 1998
| Platz | Name                | Nation       | Weite (m) | Versuchsserien (m) | Versuchsserien (m) | Versuchsserien (m) | Versuchsserien (m)                          | Versuchsserien (m)                          | Versuchsserien (m)                          |
| Platz | Name                | Nation       | Weite (m) | 1. Versuch         | 2. Versuch         | 3. Versuch         | 4. Versuch                                  | 5. Versuch                                  | 6. Versuch                                  |
| ----- | ------------------- | ------------ | --------- | ------------------ | ------------------ | ------------------ | ------------------------------------------- | ------------------------------------------- | ------------------------------------------- |
| 1     | Franka Dietzsch     | Deutschland  | 67,49     | 65,91              | 65,83              | 64,84              | x                                           | 65,66                                       | 67,49                                       |
| 2     | Natalja Sadowa      | Russland     | 66,94     | 63,08              | x                  | 64,81              | 62,69                                       | x                                           | 66,94                                       |
| 3     | Nicoleta Grasu      | Rumänien     | 65,94     | 65,94              | 52,45              | 62,75              | 62,88                                       | 64,08                                       | 65,70                                       |
| 4     | Elina Swerawa       | Belarus      | 65,92     | 61,78              | 64,59              | 64,15              | 65,92                                       | 63,29                                       | 63,85                                       |
| 5     | Ekaterini Vongoli   | Griechenland | 63,56     | 61,16              | x                  | 59,52              | 59,51                                       | 63,56                                       | x                                           |
| 6     | Ilke Wyludda        | Deutschland  | 63,46     | 61,38              | 63,46              | 61,59              | 61,71                                       | x                                           | 61,72                                       |
| 7     | Anastasia Kelesidou | Griechenland | 62,95     | 61,11              | x                  | 56,78              | x                                           | x                                           | 62,95                                       |
| 8     | Iryna Jattschanka   | Belarus      | 61,20     | 59,57              | 61,01              | x                  | 61,20                                       | x                                           | x                                           |
| 9     | Teresa Machado      | Portugal     | 60,90     | 60,90              | x                  | 60,59              | nicht im Finale der besten acht Werferinnen | nicht im Finale der besten acht Werferinnen | nicht im Finale der besten acht Werferinnen |
| 10    | Anja Möllenbeck     | Deutschland  | 60,78     | 60,35              | 60,78              | x                  | nicht im Finale der besten acht Werferinnen | nicht im Finale der besten acht Werferinnen | nicht im Finale der besten acht Werferinnen |
| 11    | Olena Antonowa      | Ukraine      | 60,26     | 55,55              | 60,26              | x                  | nicht im Finale der besten acht Werferinnen | nicht im Finale der besten acht Werferinnen | nicht im Finale der besten acht Werferinnen |
| 12    | Stylianí Tsikoúna   | Griechenland | 57,07     | 54,99              | x                  | 57,07              | nicht im Finale der besten acht Werferinnen | nicht im Finale der besten acht Werferinnen | nicht im Finale der besten acht Werferinnen |

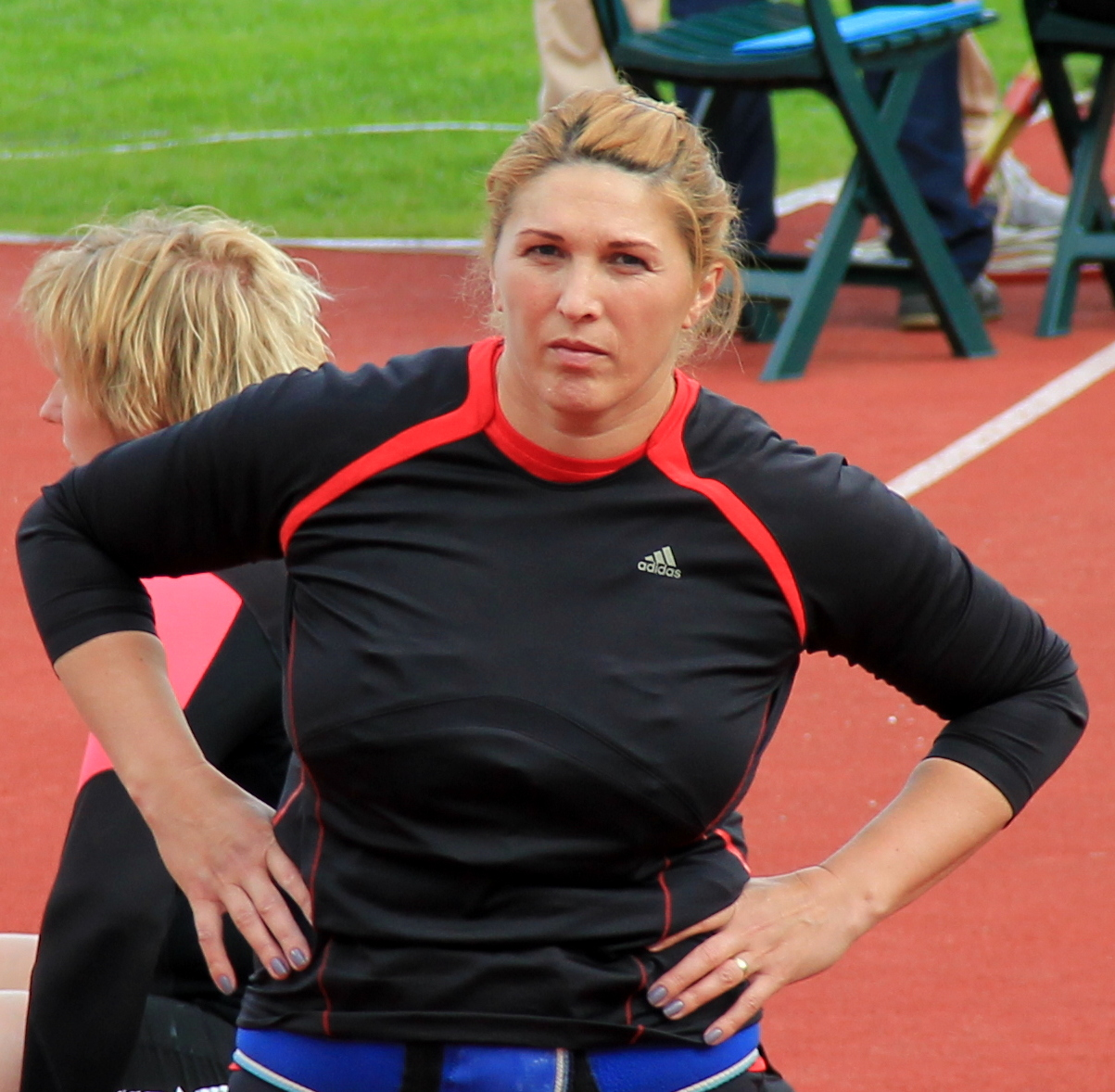
Bronzemedaillengewinnerin Nicoleta Grasu
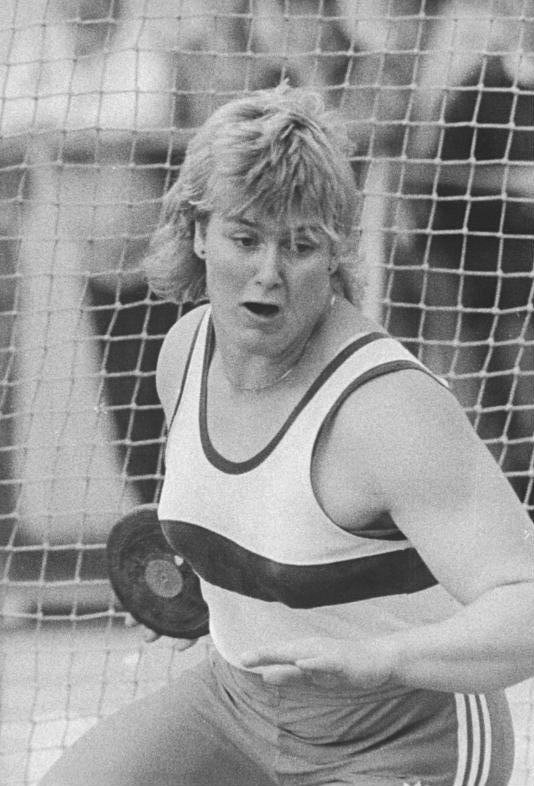
Die Olympiasiegerin von 1996, zweifache Europameisterin (1990/1994) und zweifache Vizeweltmeisterin (1991/1995) Ilke Wyludda musste sich mit Rang sechs begnügen
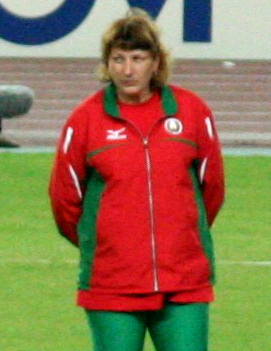
Iryna Yatchenko belegte Platz acht

## Videolink
- DT-Dietzsch-EC 1998-best.mpg, youtube.com, abgerufen am 17. Januar 2023